# Augochlora

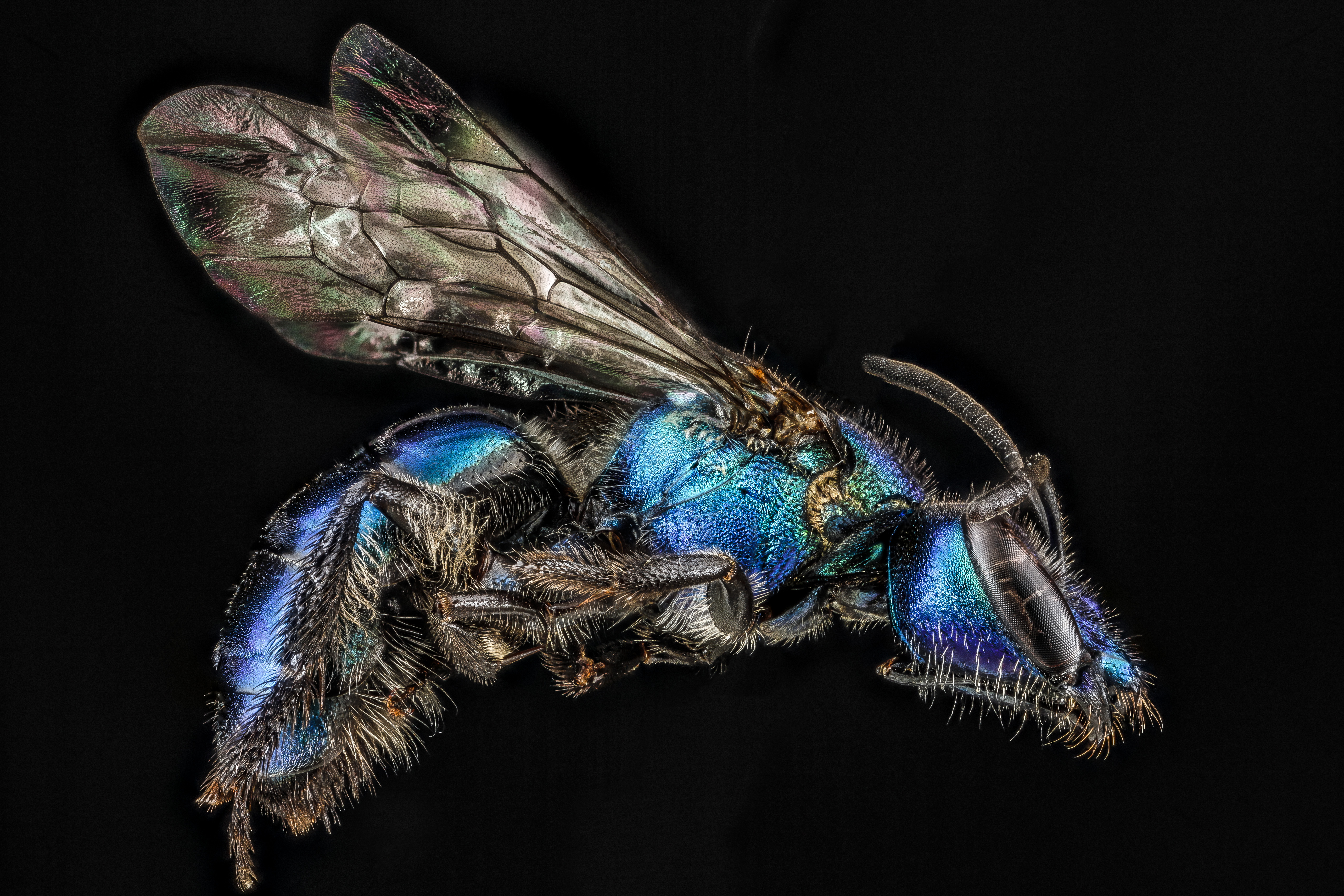
Augochlora regina

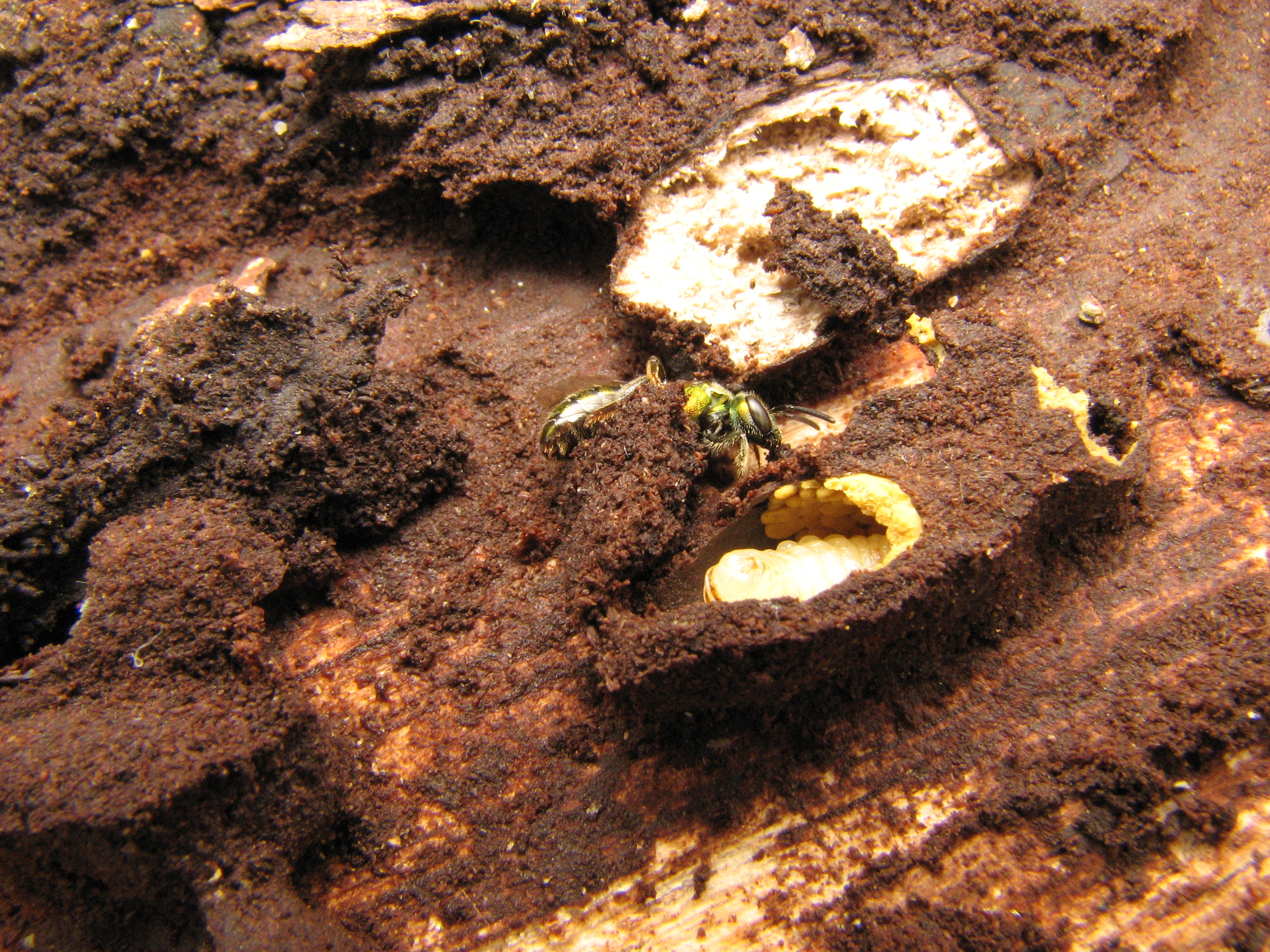
Augochlora pura, nido con larva

Augochlora es un género de abejas halíctidas, con 116 especies en dos subgéneros. Se encuentran en el Neártico y Neotrópico.

## Especies
- Augochlora albiceps
- Augochlora albiplantis
- Augochlora alcyone
- Augochlora alexanderi
- Augochlora amphitrite
- Augochlora antillana
- Augochlora antonita
- Augochlora ardens
- Augochlora aticreis
- Augochlora atrispinis
- Augochlora aurifera
- Augochlora aurinasis
- Augochlora azteca
- Augochlora bodkini
- Augochlora bogotensis
- Augochlora boriquena
- Augochlora brachyops
- Augochlora bractealis
- Augochlora braziliensis
- Augochlora buscki
- Augochlora caerulescens
- Augochlora caerulior
- Augochlora cephalica
- Augochlora chiriquiana
- Augochlora clarki
- Augochlora cordiaefloris
- Augochlora cupraria
- Augochlora cyaneoviridis
- Augochlora cydippe
- Augochlora cylix
- Augochlora cymatoides
- Augochlora daphnis
- Augochlora decorata
- Augochlora detudis
- Augochlora diaphractes
- Augochlora dolichocephala
- Augochlora dorsualis
- Augochlora ectasis
- Augochlora empusa
- Augochlora engys
- Augochlora erubescens
- Augochlora esox
- Augochlora euryale
- Augochlora feronia
- Augochlora foxiana
- Augochlora francisca
- Augochlora fugax
- Augochlora fulgidana
- Augochlora fulvilabris
- Augochlora glabricollis
- Augochlora haitiensis
- Augochlora hallinani
- Augochlora holti
- Augochlora ignifera
- Augochlora igniventris
- Augochlora iheringi
- Augochlora iphigenia
- Augochlora isthmii
- Augochlora jamaicana
- Augochlora jugalis
- Augochlora labrosa
- Augochlora laevipyga
- Augochlora laneifrons
- Augochlora leprieurii
- Augochlora leptis
- Augochlora lethe
- Augochlora liapsis
- Augochlora lyoni
- Augochlora magnifica
- Augochlora matucanensis
- Augochlora micans
- Augochlora microchlorina
- Augochlora microsticta
- Augochlora morrae
- Augochlora mourei
- Augochlora mulleri
- Augochlora nausicaa
- Augochlora neivai
- Augochlora neottis
- Augochlora nigrocyanea
- Augochlora nominata
- Augochlora notialis
- Augochlora obscuriceps
- Augochlora oedesis
- Augochlora pachytes
- Augochlora patruelis
- Augochlora perimelas
- Augochlora phanerorhina
- Augochlora phoemonoe
- Augochlora phoenicis
- Augochlora pinacis
- Augochlora plutax
- Augochlora posadensis
- Augochlora praeclara
- Augochlora punctibasis
- Augochlora pura
- Augochlora pyrgo
- Augochlora pyrrhias
- Augochlora quiriguensis
- Augochlora regina
- Augochlora repandirostris
- Augochlora rightmyerae
- Augochlora rohdei
- Augochlora seitzi
- Augochlora sidaefoliae
- Augochlora smaragdina
- Augochlora sphaerites
- Augochlora sporas
- Augochlora styx
- Augochlora tantilla
- Augochlora thalia
- Augochlora thaliana
- Augochlora thusnelda
- Augochlora townsendi
- Augochlora transversalis
- Augochlora vincentana
- Augochlora viridinitens
- Augochlora xesis